# Albany Choppers
Die Albany Choppers waren ein US-amerikanisches Eishockeyfranchise der International Hockey League in Albany, New York. Die Spielstätte der Choppers war die Knickerbocker Arena.

## Geschichte
Die Albany Choppers gingen 1990 aus den Fort Wayne Komets hervor, die bereits seit 1952 in der International Hockey League spielten. Aufgrund der großen Konkurrenz durch andere Mannschaften in der direkten Umgebung, darunter die Universitätsmannschaft des Rensselaer Polytechnic Institute und das Traditionsteam der Adirondack Red Wings, sowie die ebenfalls neugegründeten Capital District Islanders aus der expandierenden American Hockey League, gerieten alle konkurrierenden Mannschaften in finanzielle Schwierigkeiten. Albany wurde als mäßig erfolgreiche Mannschaft und ohne Kooperationspartner in der National Hockey League besonders hart vom Konkurrenzkampf getroffen. Die Spiele der Albany Choppers wurden teilweise von weniger als 1000 Zuschauern besucht, so dass der Spielbetrieb mangels der notwendigen Finanzmittel nicht mehr aufrechterhalten werden konnte und am 14. Februar 1991 eingestellt werden musste. Die Lücke, die die Choppers in Albany hinterließen, wurde 1993 durch die Umsiedlung der Capital District Islanders aus Troy nach Albany und ihrer Umbenennung in Albany River Rats, gefüllt.

## Saisonstatistik
Abkürzungen: GP = Spiele, W = Siege, L = Niederlagen, T = Unentschieden, OTL = Niederlagen nach Overtime SOL = Niederlagen nach Shootout, Pts = Punkte, GF = Erzielte Tore, GA = Gegentore, PIM = Strafminuten
| Saison  | GP | W  | L  | T | OTL | SOL | Pts | GF  | GA  | Platz    | Playoffs           |
| 1990–91 | 50 | 22 | 30 | — | 3   | —   | 47  | 191 | 232 | 5., East | nicht qualifiziert |

## Team-Rekorde

### Karriererekorde
Spiele: 55  Søren True,  Dale Henry
Tore: 22  Yves Héroux
Assists: 36  Alain Lemieux
Punkte: 41  Alain Lemieux
Strafminuten: 177  Byron Lomow